# 今村左悶
今村 左悶（いまむら さもん、1983年4月20日 - ）は、日本の作曲家。青森県出身。

## 略歴
大阪芸術大学芸術学部映像学科卒業、在学中に映画監督の石井裕也と出会い劇伴を手掛けるようになる。映画音楽を中心に活動。

## 主な音楽担当作品

### 映画
- 剥き出しにっぽん（2005年）
- 反逆次郎の恋（2006年）
- ガール・スパークス(2007年）
- ばけもの模様（2007年）
- 君と歩こう（2009年）
- 川の底からこんにちは（2009年）
- 超夜明け（2009年）
- 脚の生えたおたまじゃくし（2009年）
- ツチノコに合掌（2010年）
- VIOLENCE PM（2010年）
- あぜ道のダンディ（2010年）
- 大阪外道 OSAKA VIOLENCE（2015年）
- 大阪蛇道 Snake of Violence（2015年）
- 激写！カジレナ熱愛中！（2014年）
- 神奈川芸術大学映像学科研究室（2014年）
- 故郷の詩（2014年）
- 丸/OW  (2014年)
- ひつじものがたり （2015年）
- まぼろし（2015年）
- コントロール・オブ・バイオレンス（2015年）
- ハッピートイ（2015年）
- ハロウィンナイトメア2（2015年）
- タクシー野郎 昇天御免（2016年）
- 女子高（2016年）
- EVIL IDOL SONG [2]（2016年）
- ケイタネバーダイ（2018年）
- 二人ノ世界（2020年）
- なんのちゃんの第二次世界大戦（2021年）
- ナポレオンと私（2021年）

### ドラマ
- MADDER その事件、ワタシが犯人です（2025年）

### 舞台
菅間馬鈴薯堂 
- 猫の墓ー漱石の想い出（2009年）
- 漱石小遣 修善寺大患後日顛末（2011年）
- 春待草ーひとりでは淋しすぎてー（2012年）

### Web CM
- 『ソウルリヴァイヴァー』×林海象 プロモーションムービー（2014年）